# Бродський Вадим Адольфович
Вадим Адольфович Бродський (пол. Wadim Brodski; нар.. 24 квітня 1950, Київ) — український радянський та італійський скрипаль.

## Біографія
Вадим Бродський виступав у Київській філармонії у віці одинадцяти років. Він учень Давида Ойстраха. Вадим Бродський — лауреат першої премії всіх міжнародних конкурсів в яких брав участь, зокрема конкурсу Венявського в 1977 році (Польща), конкурсу імені Паганіні в 1984 році (Італія), Тібор Варга в 1984 році (Швейцарія). З 1981 року Вадим Бродський жив у Польщі, а з 1985 року — в Римі.
Є одним з небагатьох скрипалів у світі грали на скрипці Guarneri del Gesù Ніколо Паганіні (1998). Особливо відомий виконанням творів Генрика Венявського.
Вадим Бродський виступав з Московським філармонічним оркестром, оркестром Санкт-Петербурзької філармонії, Варшавським філармонічним оркестром, Мексиканським національним симфонічним оркестром, Лондонським філармонічним оркестром, Єрусалимським симфонічним оркестром, симфонічним оркестром Нью-Джерсі, Швейцарським оркестром в Женеві, Симфонічним оркестром Польського радіо, Симфонічним оркестром Севільї, Оркестром Римського радіо у Ватикані.